# Ludwig Plate (Ingenieur)
Jürgen Ludwig Plate (* 5. September 1883 in Bremen; † 3. September 1967 in Bremen) war ein deutscher Wasserbauingenieur und langjähriger Leiter der Wasserstraßendirektion Bremen.

## Biografie
Plate wuchs als drittes Kind eines Schulleiters in Bremen-Walle auf, der zusätzlich als Organist in der Waller Kirche tätig war. Die Pädagogin und Politikerin Mathilde Plate (1878–1963) war seine Schwester.
Plate absolvierte die Volksschule seines Vaters und das Alte Gymnasium in Bremen, das er 1903 mit dem Abitur abschloss. Ab 1903 studierte er Mathematik an der Kaiser-Wilhelms-Universität Straßburg und von 1904 bis 1908 Bauingenieurswesen mit dem Schwerpunkt Wasserbau an der Technischen Hochschule Hannover. Mit Auszeichnung schloss er 1908 als Diplom-Ingenieur sein Studium ab. Als Sportler und Wanderer war er in seiner Freizeit aktiv.
Kurze Zeit war Plate 1908 Bauführer beim Bau des Kaiser-Wilhelm-Kanals und danach von 1908 bis 1913 als Ingenieur und Assistent von Immanuel Kölle beim Bau des Weserwehrs beschäftigt. 1913 heiratete er.
Ab 1913 war die Flussregulierung der Außenweser seine Hauptaufgabe. In dieser Zeit wohnte er deshalb auch zeitweise in Bremerhaven. 1918 wurde er zum Staatsbaumeister von Bremen ernannt. Als Staatsbaurat leitete er ab 1921 das Amt für die Weserkorrektion. Da 1921 die Zuständigkeit der Wasserstraßen an das Reich übergingen, übernahm Plate die Leitung der Strombauverwaltung und wurde 1923 Strombaudirektor. Darüber hinaus beschäftigte er sich von 1921/22 mit der Planung des nicht realisierten Hansakanals von Hamburg via Bremen zum Ruhrgebiet. Die Weservertiefung der Unterweser auf 8 Meter Tiefe wurde von 1924 bis 1929 verwirklicht.
Plate trat in den 1920er Jahren der Deutschen Volkspartei (DVP) bei. 1933 wurde er zum Oberbaudirektor für den Strom- und Hafenbau ernannt. Zahlreiche fachliche Veröffentlichungen stammen von dem überragenden Wasserbauer. Am Ende des Zweiten Weltkrieges musste er im Februar 1945 zur Abwehr der vorrückenden britischen Truppen die Überflutung der Niederungen südlich von Bremen veranlassen.
Nach dem Krieg setzte ihn die amerikanische Besatzungsmacht wieder ein für die Wiederherstellung des Fahrwassers der Weser. Ab 1947 war er wieder Leiter der Strombauverwaltung. 1948 wurde das beschädigte Weserwehr wieder aufgebaut. 1949 trat Plate in den Ruhestand.

## Schriften
- Der Bramsche-Stade-Kanal. Geestemünde 1920.
- Der Hansakanal (Industrie-Seehäfen-Kanal). Berlin 1922.
- Die Vertiefung der Außenweser durch den Ausbau des Fedderwarder Armes. Hamburg 1926.
- Geschichte der bremischen Wasserstraßen und Häfen. 1948.
- Geschichte des Seezeichenwesens und seine Gestaltung an der Weser. 1948.

## Ehrungen
- Die Ludwig-Plate-Straße in Bremen-Gröpelingen ist nach ihm benannt.
- Eine Gedenktafel an seinem ehemaligen Wohnhaus, Vasmerstraße 24,  erinnert an Plate.
- Medaille für Kunst und Wissenschaft des Bremer Senats, 1953
- Großes Verdienstkreuz der Bundesrepublik Deutschland, 1953
- Der Ludwig-Plate-Platz in Bremerhaven ist nach ihm benannt.